# Madácsi István
Madácsi István (1997. december 16. –) magyar színész.

## Életpályája
2016-ban érettségizett a szentesi Horváth Mihály Gimnáziumban. 2018–2023 között a Kaposvári Egyetem színész szakán tanult, Kéri Kitty és Uray Péter osztályában. 2023-2025 között a Nemzeti Színház tagja volt.

## Színházi szerepei

### Nemzeti Színház
- Kurázsi mama és gyermekei (2023) – Parasztasszony fia, Lőszertáros, Bekötött szemű
- A revizor (2023) – Sztyepan Ivanovics Korobkin, Miska
- Bánk bán (2023) – Myska bán
- A kaukázusi krétakör (2023) – Katona / Fiatal paraszt
- Tündöklő Jeromos (2022) – Plébános
- Agón (2022)